# Potter (Familienname)
Potter ist ein englischer Familienname, abgeleitet von dem gleichnamigen Beruf des Töpfers (englisch potter).

## Namensträger

### A
- Albert Potter (1897–1942), englischer Fußballspieler
- Alex Potter, britischer Sänger (Countertenor)
- Alexandra Potter (* 1970), britische Schriftstellerin
- Alfie Potter (* 1989), englischer Fußballspieler
- Allen Potter (1818–1885), US-amerikanischer Politiker
- Alonzo Potter (1800–1865), US-amerikanischer Geistlicher und Philosoph
- Arthur Potter (1874–??), englischer Fußballspieler

### B
- Barbara Potter (* 1961), US-amerikanische Schauspielerin
- Bärbel Wartenberg-Potter (* 1943), deutsche Theologin und Bischöfin
- Barry V. L. Potter (* 1953), britischer Chemiker und Hochschullehrer
- Beatrice Potter, Geburtsname von Beatrice Webb (1858–1943), britische Sozialreformerin
- Beatrix Potter (1866–1943), britische Schriftstellerin und Illustratorin
- Bessie Potter Vonnoh (1872–1955), US-amerikanische Bildhauerin
- Beth Potter (* 1991), britische Langstreckenläuferin und Triathletin

### C
- Callan Potter (* 1998), kanadischer Schauspieler
- Carol Potter (* 1948), US-amerikanische Schauspielerin
- Cassandra Potter (* 1981), US-amerikanische Curlerin
- Catherine Potter (1957–2010), kanadische Musikerin und Komponistin
- Cecil Potter (1888–1975), englischer Fußballspieler
- Charles E. Potter (1916–1979), US-amerikanischer Politiker
- Chris Potter (* 1960), kanadischer Schauspieler
- Chris Potter (Saxophonist) (* 1971), US-amerikanischer Jazzmusiker
- Cipriani Potter (1792–1871), britischer Komponist, Pianist und Musiklehrer
- Clarkson Nott Potter (1825–1882), US-amerikanischer Politiker
- Corey Potter (* 1984), US-amerikanischer Eishockeyspieler
- Cynthia Potter (* 1950), US-amerikanische Turmspringerin

### D
- Danny Potter (* 1979), englischer Fußballspieler
- Darren Potter (* 1984), irischer Fußballspieler
- David Potter (Musiker, 1948) (David Frederick Potter; * 1948), US-amerikanischer Gitarrist und Schlagzeuger
- David Potter (Musiker, II), Bassist und Gitarrist
- David E. Potter (David Edwin Potter; * 1943), britischer Unternehmer
- David Morris Potter (1910–1971), US-amerikanischer Historiker
- David S. Potter (David Stone Potter; * 1957), US-amerikanischer Historiker und Altphilologe
- Dean Potter (1972–2015), US-amerikanischer Bergsteiger und Slackliner
- Dennis Potter (1935–1994), britischer Drehbuchautor
- Dine Potter (* 1975), antiguanische Leichtathletin
- Don Potter (Bildhauer) (1902–2004), englischer Bildhauer, Holzschnitzer und Töpfer
- Don Potter (Musiker), US-amerikanischer Musiker
- Doreen Potter (1925–1980), jamaikanische Violinistin und Komponistin

### E
- Edith Potter (1901–1993), US-amerikanische Pathologin
- Edward Clark Potter (1857–1923), US-amerikanischer Bildhauer
- Elisha Reynolds Potter (1764–1835), US-amerikanischer Politiker
- Elisha Reynolds Potter Jr. (1811–1882), US-amerikanischer Politiker
- Emery D. Potter (1804–1896), US-amerikanischer Politiker

### F
- Frank Potter (1919–1978), australischer Politiker (Liberal Party), Präsident des South Australian Legislative Council
- Fred Potter (* 1940), englischer Fußballspieler

### G
- Gary Potter (* 1952), englischer Fußballspieler
- George Potter (Rugbyspieler), Rugby-League-Spieler
- George Potter (Fußballspieler) (* 1946), schottischer Fußballspieler
- George Richard Potter (1900–1981), britischer Historiker
- Gordon Potter (1906–1971), kanadischer Kanute
- Grace Potter (* 1983), US-amerikanische Rockmusikerin
- Graham Potter (* 1975), englischer Fußballspieler und -trainer

### H
- H. C. Potter (Henry Codman Potter; 1904–1977), US-amerikanischer Regisseur
- Harry Potter (Fußballspieler) (1923–1992), englischer Fußballspieler
- Harry Potter (Rugbyspieler) (* 1997), australischer Rugby-Union-Spieler
- Henry Potter (Golfspieler) (auch Harry Potter; 1881–1955), US-amerikanischer Golfspieler
- Henry C. Potter (Henry Codman Potter; 1835–1908), US-amerikanischer Geistlicher, Bischof von New York
- Hebelius Potter (1768–1824), niederländischer Pfarrer und Autor
- Heino Iogannowitsch Potter (1929–2007), sowjetischer Astronom
- Horatio Potter (1802–1887), US-amerikanischer Geistlicher, Bischof von New York
- Humphrey Potter, englischer Erfinder, siehe Thomas Newcomen

### I
- Isaac Potter (1690–1735), englischer Konstrukteur

### J
- James Potter (General) (1729–1789), US-amerikanischer General und Politiker
- James Potter, fiktive Person, siehe Figuren der Harry-Potter-Romane#James Potter
- James Geoffrey Potter (* 1973), US-amerikanisch-belgischer Basketballspieler, siehe Jim Potter
- Jenny Schmidgall-Potter (* 1979), US-amerikanische Eishockeyspielerin
- Jillion Potter (* 1986), US-amerikanische Rugbyspielerin
- Jimmy Potter (* 1941), nordirischer Fußballspieler
- John Potter (Bischof) (um 1674–1747), englischer Geistlicher, Erzbischof von Canterbury
- John Potter (Musiker), britischer Sänger (Tenor) und Musikwissenschaftler
- John Potter (Fußballspieler) (* 1979), schottischer Fußballspieler und -trainer
- John Potter (Rennfahrer) (* 1982), US-amerikanischer Automobilrennfahrer
- John E. Potter (auch Jack Potter; * 1956), US-amerikanischer Regierungsbeamter
- John F. Potter (John Fox Potter; 1817–1899), US-amerikanischer Rechtsanwalt, Richter und Politiker
- Jon Potter (* 1963), englischer Hockeyspieler
- Jonathan Potter (* 1956), britischer Linguist
- Josanne Potter (* 1984), englische Fußballspielerin

### L
- Lauren Potter (* 1990), US-amerikanische Schauspielerin
- Leslie Potter (Offizier) (1894–1964), neuseeländischer Offizier
- Leslie Potter (Ruderer) (1907–1971), britischer Ruderer
- Louis de Potter (1786–1859), belgischer Politiker

### M
- Madeleine Potter (* um 1964), US-amerikanische Schauspielerin
- Marie-Louise Potter (* 1959), seychellische Politikerin und Diplomatin
- Martin Potter (Schauspieler) (* 1944), britischer Schauspieler
- Martin Potter (Surfer) (Pottz; * 1965), britischer Surfer
- Michael Potter (Mediziner) (1924–2013), US-amerikanischer Immunologe und Krebsforscher
- Michael Potter (Philosoph), britischer Philosoph und Logiker
- Michael Potter (Radsportler) (* 1997), australischer Radsportler
- Mitch Potter (* 1980), US-amerikanischer Sprinter
- Molly Potter (Mary C. Potter; * 1930), US-amerikanische Psychologin
- Monica Potter (* 1971), US-amerikanische Schauspielerin

### N
- Nic Potter (1951–2013), britischer Bassist, Komponist und Maler
- Nicholas Potter (* 1990), britisch-deutscher Journalist und Autor

### O
- Orlando B. Potter (1823–1894), US-amerikanischer Politiker
- Osbert Potter (* 1956), US-amerikanischer Politiker (parteilos), Vizegouverneur der Amerikanischen Jungferninseln

### P
- Paul Potter (Mediziner) (Paul Melvin Joseph Potter; * 1944), US-amerikanischer Arzt, Medizinhistoriker und Gräzist
- Paul Edwin Potter (* 1925), US-amerikanischer Geologe
- Paul Meredith Potter (1853–1921), britischer Journalist und Dramatiker
- Pauline Fairfax-Potter, Baroness de Rothschild (1908–1976), US-amerikanische Designerin und Schriftstellerin
- Paulus Potter (1625–1654), niederländischer Maler
- Philip Potter (1921–2015), dominicanischer Geistlicher

### R
- Ray Potter (1936–2005), englischer Fußballspieler
- Robert Potter (Politiker) (um 1800–1842), US-amerikanischer Politiker
- Robert Potter (Architekt) (Robert James Potter; 1909–2010), britischer Architekt
- Robert Potter (Geograph) (Robert Bernard Potter; 1950–2014), britischer Geograph und Hochschullehrer
- Robert Brown Potter (1829–1887), US-amerikanischer Jurist und General
- Ron Potter (* 1948), englischer Fußballspieler
- Roy Potter (1879–1968), US-amerikanischer Mediziner
- Ryan Potter (* 1995), US-amerikanischer Schauspieler

### S
- Sally Potter (* 1949), britische Regisseurin
- Samuel J. Potter (1753–1804), US-amerikanischer Politiker
- Stanley Potter (Segler) (1914–1978), britischer Segler
- Stanley Potter (Kanute) (1915–1962), kanadischer Kanute
- Steve Potter (* 1955), englischer Fußballspieler

### T
- Tom Potter (* 1940), US-amerikanischer Politiker
- Tommy Potter (1918–1988), US-amerikanischer Jazzbassist

### W
- Will Potter (* 1980), US-amerikanischer Journalist
- William Everett Potter (1905–1988), US-amerikanischer Ingenieur, General und Gouverneur
- William Norwood Potter (1840–1895), englischer Schachspieler
- William Wilson Potter (1792–1839), US-amerikanischer Politiker

## Fiktive Personen
- Harry Potter sowie seine Eltern Lily Potter und James Potter in den Romanen von Joanne K. Rowling, siehe Figuren der Harry-Potter-Romane (1997–2007)
- Israel Potter, Titelfigur des gleichnamigen Romans von Herman Melville (1855)
- Muff Potter im Roman Die Abenteuer des Tom Sawyer von Mark Twain (1876)
- Henry F. Potter, Hauptfigur im Film Ist das Leben nicht schön? von Frank Capra (1946)
- Colonel Sherman T. Potter in der US-amerikanischen Fernsehserie M*A*S*H (Fernsehserie) (1972–1983)
- Josephine „Joey“ Potter in der US-amerikanischen Fernsehserie Dawson’s Creek (1998–2003)